# H.m.p
株式会社h.m.pは、1981年に創業した日本のアダルトビデオメーカー。一般向け映像ソフトの制作・販売も行う。

## 概要
ビデ倫系AVメーカー最大手の一つであり、以下の各社で構成する芳友グループの中核企業である（2006年1月現在）。
1. h.m.p株式会社
2. 株式会社芳友舎
3. 銀河映像株式会社
4. 株式会社ビデオバンク
5. 株式会社メディア・ジャック
6. 株式会社メディア・ワーク・ステーション

本項では発売元となっている1～4の各社を中心に取り上げる。5はピンク映画の監督として知られた笠井雅裕が率いる制作会社。なお後述するが、現在の芳友舎は1998年に設立された社内企業であり、旧芳友舎の流れを汲むのはh.m.pの方である。

## 沿革

### 1980年代
オーナーの賀山茂が1979年に東京・六本木に開設した会員制SMサロン、「SAMM」を母体に1981年に創業。サロンの名を冠した「サム・ビデオ・センター」として、当初は「本格派のSM」をうたったマニアックなSM作品をリリースしていた。
1984年3月、株式会社芳友舎が設立され、サムは同社のメインレーベルとなるとともに、作品の傾向も一般的な路線へとシフトした。1985年、九鬼で監督デビューしていた豊田薫が加入。「マクロ・ボディ　奥までのぞいて」等の性表現の限界を追求した作品群を世に送り出し、サムへの注目度を一気に高めた。豊田は1990年にダイヤモンド映像に移籍するまでの間、斉藤唯の「禁姦色II」などのヒット作品を数多く制作し、80年代のサムの牽引役となった。また神野龍太郎、東良美季などの職人肌の監督が、キャッチーかつハード路線というサムのレーベルカラーを演出。1988年ごろから始まった「淫乱ブーム」では、80年代中盤の美少女ブームを主導した宇宙企画が失速する一方で、サムは存在感を強くアピールした。
サムと並行して、芳友舎は1984年に「ミス・クリスティーヌ（Miss Christine）」レーベルを設置。1社が複数のレーベルを持つ先駆け的なケースであり、社員監督・島村雪彦の女優の外見的な質を重視した作風は、サムのハード路線と並ぶ芳友舎の一方の個性となった。1986年には株式会社クリスティーヌとして分社化され活動を本格化、葉山レイコの「処女宮　うぶ毛のヴィーナス」などのヒット作を生んでいる。1989年にはクリスティーヌ傘下に、トップクラスの美少女ものだけをリリースするという「ティファニー（Tiffany）」レーベルも設けられた。また1986年には芳友舎とクリスティーヌの合同レーベルとして「ゴールデン・サム（Golden SAMM）」（後の「小さな映画会社」）が発足。複数キャストによる映画的な作品を制作するレーベルで、武智鉄二や片岡修二といった映画畑の監督が作品を残した。

### 1990年代～2000年代
1990年代初頭のレーベル再編で、ミス・クリスティーヌ、ティファニーはサムとともに芳友舎が発売元となった。また小さな映画会社は活動を停止し、「スーパー過激レーベル」をうたった「エックス（X）」が短期間設けられた。1992年には株式会社エイトマンが設立され、複数キャスト専用のレーベル「エイトマン」、単体レーベルの「メビウス（MOBIUS）」などが設置された。1993年には芳友舎初の企画もの専門レーベルである「Q」が始動している。1990年代の芳友舎は、総合プロデューサーである島村雪彦の方針を反映して、星野ひかるや白石ひとみ、浅倉舞など美少女系AV女優の作品でヒットを量産し、1980年代にサムが打ち出したハード路線はやや影を潜めた感があった。
1995年には株式会社芳友メディアプロデュースに改称。1997年には株式会社エイチエムピィ（h.m.p）へと改称された（2004年にはh.m.p株式会社に改称）。1998年には株式会社芳友舎ジェイ（芳友舎J）を設立、厳選した美少女だけをリリースするという「フォー・ユー（for you）」レーベルを設置した。2001年には芳友舎ジェイを株式会社芳友舎と改称するとともに、「プラチナティファニー（PLATINUM Tiffany）」、「ダイヤモンドティファニー（DIAMOND Tiffany）」の各レーベルを設けて、フォー・ユーとティファニーを吸収している。なお美少女路線を牽引した島村雪彦は1999年に同社を離れている。2001年には、ターボ向後が監督をした「girlfriends」シリーズ(h.m.p)が大ヒットした。2000年代のh.m.p／芳友舎では美少女系を重視しつつも、総合メーカーとしての色彩を強めている。また多くのレーベルの再編がこれまでになく頻繁に行われるようになり、ミス・クリスティーヌは2003年、サムも2004年を最後にリリースが停止されている。
モザイクの処理に問題が発覚。
なお1994年にはSM雑誌「奇譚クラブ」の商標権を譲り受けていたオーナーの賀山茂が、自ら監修する同名のSM専門レーベルを設立。同レーベルは息の長い活動を続け、h.m.p／芳友舎の一角で特異な存在感を示している。

### 銀河映像、ビデオバンク
銀河映像株式会社は元々販社の位置づけで1989年に設立されたが、1990年代から2000年代にかけて、「姦」レーベルや「SEX 9」レーベル等で独自に作品をリリースしている。株式会社ビデオバンクは1993年に設立され、映像コンテンツの再活用による編集版を中心にリリースしている。一時、バクシーシ山下監督による「DOCUMENT」レーベル元となったこともある。
2020年時点の代表である菊間は営業時代を振り返り、芳友舎といえば単体女優の会社、エイチエムピィに社名変更してからは、総合デパート的なメーカーというイメージだあったと答えている
- ミス・クリスティーヌ （Miss Christine）（1984年～2003年）…芳友舎→クリスティーヌ→芳友舎→芳友メディアプロデュース→h.m.p
- ゴールデン・サム （Golden SAMM）（1986年～1989年）…芳友舎→メディア・プランニング
- 小さな映画会社 （1989年～1990年）…メディア・プランニング→芳友舎
- ティファニー （Tiffany）（1989年～2001年）…クリスティーヌ→芳友舎→芳友メディアプロデュース→h.m.p
- エックス（X）（1990年～1992年）…芳友舎
- エイトマン　（1992年～1998年）…エイトマン
- メビウス（MOBIUS）（1992年～1997年）…エイトマン
- Q （CUE）（1993年～2003年）…芳友舎→芳友メディアプロデュース→h.m.p
- Z （1994年～1997年）…エイトマン
- 奇譚クラブ （1994年～）…芳友舎→芳友メディアプロデュース→h.m.p→芳友舎（新）
- Pico　（1994年～）
- NaNa　（1995年）
- DOKAN （1995年～2004年）…芳友メディアプロデュース→h.m.p→芳友舎（新）
- DOCUMENT （1996年～2003年）…ビデオバンク→h.m.p
- h.m.p （1997年～）…h.m.p
- 超　（1997年～1998年）…エイトマン
- Vアダルトシネマ（V Adult Cinema）（1998年～2001年）…エイトマン→銀河映像
- フォー・ユー （for you） （1998年～2001年）…芳友舎J→芳友舎（新）
- Jamm　（1998年~2001年）…芳友舎J→芳友舎（新）
- Cream （1998年～2005年）…芳友舎J→芳友舎（新）
- 姦 （1999年）…銀河映像
- SEX 9 （1999年～）…銀河映像→芳友舎（新）
- new （2001年～2002年）…芳友舎（新）
- プラチナティファニー （PLATINUM Tiffany）（2001年～）…芳友舎（新）
- プチクリ／プチクリセーラー （PETiT CHRi/PETiT CHRi Sailor）（2001年～2003年）…h.m.p
- ダイヤモンドティファニー （DIAMOND Tiffany）（2002年～）…芳友舎（新）
- Chu! （2002年～2004年）…h.m.p
- KENTA　（2002年～2003年）…芳友舎（新）
- ニューティファニー （new Tiffany）（2003年～）…芳友舎（新）→h.m.p
- ビークリ （Be Chri）（2003年）…h.m.p
- VOX （2003年）…h.m.p
- Sui-cup （2003年）…芳友舎（新）
- HOYUSHA （2003年～）…芳友舎（新）
- ジュニア （junior）（2003年～2004年）…芳友舎（新）
- Ray （2003年～2004年）…芳友舎（新）
- OM （2003年～2004年）…h.m.p
- ど素人 （2003年～）…芳友舎（新）→h.m.p
- eve　（2004年～）…芳友舎（新）→h.m.p
- LEMON（2004年～）…芳友舎（新）→h.m.p
- 超どQ　（2004年～）…芳友舎（新）
- vitamin H　（2004年～）…芳友舎（新）
- dope （2004年）…芳友舎（新）
- ビークリプラス （Be Chri plus）（2004年～）…芳友舎（新）
- ガールズティファニー （GIRLS TIFFANY）（2004年～）…芳友舎（新）
- FUCK TORY （2005年～）…芳友舎（新）
- 969 (クロック）（2005年～）…芳友舎（新）
- 本気（まじ）（2005年～）…芳友舎（新）
- SWEET CHIC （2005年～）…芳友舎（新）
- CHOGAL （2005年～）…芳友舎（新）
- RED （2005年～）…芳友舎（新）
- Kirara （2005年～）…芳友舎（新）

この他書籍扱い編集版専用の10（テン）、Roku文庫などのレーベルが設置された。

## 主な女優

### h.m.p
2001年
- 森高千春（6月）

2002年
- 春日みゆき（5月）
- 三田愛（9月）
- 野乃原あい（12月）
- 水沢真奈（12月）

2003年
- いつか（2月）
- 三浦沙耶香（2月）
- 青山可奈（3月）
- 内田彩（4月）
- 木崎りの（5月）
- 中島京子（5月）
- 瀬戸由衣（7月）
- 古都ひかる（10月）
- 三宿ジュン（11月）

2004年
- 美咲静（6月）
- 喜田嶋りお（7月）
- 片瀬あき（8月）
- 平山千里（9月）
- 滝沢優奈（9月）
- みずき紗英（10月）
- 天宮まなみ（11月）
- 一色あずさ（11月）

2005年
- 星野あかり（1月）
- 美神ルナ（4月）
- 倖田梨紗（5月）
- 鈴蘭（6月）
- 相川みなみ（7月）
- 一ノ瀬カレン（8月）
- 上原優実（10月）
- 美月れいな（11月）
- 早川瀬里奈（12月）

2006年
- むらさき真珠（4月）
- 乙音奈々（9月）
- 栗栖エリカ（10月）

2007年
- 夢見ほのか（7月）
- 雪乃ほたる（8月）
- 明日花キララ（12月）

2008年
- 有希ちな（1月、MAX-Aとの共同プロデュース）
- 夏木彩（3月）
- 星アンジェ（3月）
- 石原莉奈（4月）
- 月嶋みやび（4月）
- 綾瀬みさ（5月）
- 上原レナ（6月）
- 伊吹怜（8月、改名）
- 叶志穂（8月）
- 松下桃香（10月）
- 雨音レイラ（11月）
- 蒼井怜（12月）

2009年
- 麻生香月（1月）
- 坂井優羽（2月）
- 瀬尾えみり（3月）
- 乙井なずな（4月）
- 愛内梨花（5月）
- 姫咲静香（7月）
- 白咲舞（8月）
- 夢咲ほのか（8月）
- 亜希菜（9月）
- 綾瀬ティアラ（9月）
- 秋山祥子（10月）
- キラリ（11月）

2010年
- 雫パイン（1月）
- 水野つかさ（2月）
- 星沢なな（4月）
- 佐倉カオリ（5月）
- 相澤リナ（7月、改名）
- あずみ恋（8月、改名）
- 加藤ディーナ（9月）
- 木下若菜（11月）
- 篠原杏（12月）

2011年
- 眞木あずさ（1月）
- 伊東美姫（3月）
- 瀬乃ゆいか（5月）
- はるか真菜（7月）
- 綾音ゆりあ（9月）
- 椎名彩（11月）
- 堀江クララ（12月）

2012年
- 光月まや（2月）
- 安達亜美（3月）
- 美咲あかり（4月）
- ゆうきちせ（5月）
- 田丸みく（6月）
- 優月良花（6月）
- 神谷まゆ（7月）
- 星野ナミ（8月）
- 夏目りょうこ（10月）
- 今村楓（12月）

2013年
- 望月あゆみ（2月）
- MIYABI（3月）
- 春乃千佳（4月）
- 白石マリエ（6月）
- 葉山めい（7月）
- 藤本奈央（10月）
- 竹内みい（12月）

2014年
- 長谷部ゆい（1月）
- 青山未来（2月）
- 浅倉愛（3月）
- 宮崎夏帆（3月）
- 穂高ゆうき（5月）
- 佐伯ゆきな（6月）
- 西田カリナ（8月）
- 舞園かりん（9月）
- 星野遥（10月）
- 神尾舞（12月）
- 星空もあ（12月）

2015年
- 美月あおい（3月）

2016年
- 初美沙希（11月）

2019年
- 霧島さくら（2月）- 霧島さくら専用レーベル「S.K.F」専属女優[3]

### 芳友舎
2005年
- 叶樹梨（10月）
- 立花もえ（10月）

2006年
- 綾瀬しおり（10月）

2008年
- 美咲マリ（1月）
- 桐島ひかり（2月）
- 花房愛里（5月）

### その他
1988年
- 葉山レイコ（9月）

1990年
- 星野ひかる（6月）
- 佐藤江珠（12月）

1991年
- 沢口ひろみ（11月）

1992年
- 浅倉舞（3月）
- 早乙女美紀（6月）

1993年
- 秋山リカ（4月）

1994年
- 川村リサ（3月）
- 麻宮淳子（4月）
- 立原貴美（4月、改名）
- 白鳥美香（6月）
- 麻生菜月（8月）

1995年
- 夕樹舞子（4月）
- 遠峰夏子（7月）
- ナオミ（7月）
- 乃坂エミ（9月）
- 星野杏里（11月）

1996年
- 香月あんな（6月）
- 後藤えみり（6月）
- 寺田里美（6月）
- 牧原さおり（6月）

1997年
- 水島千影（1月）
- かわいももこ（7月）

1998年
- 小川春菜（4月）
- 小野ゆうか（9月）
- 椎名みお（10月）
- 夢野まりあ（10月）

1999年
- 河愛つぐみ（1月）
- 中山美礼（5月）
- 森村なつみ（8月）
- 川村理沙（10月）
- 吉野ゆうき（12月）

2000年
- 青木絵里（1月）
- 片瀬ラン（1月）
- 沖遥（2月）
- 遠野春希（4月）
- 星野くるみ（4月）
- 北村うるか（5月）
- 後藤リナ（6月）
- 森川珠里（6月）
- 安倍なつき（8月）
- 相澤玲（9月）
- 小泉春花（11月）
- 田中麻里（12月）

2001年
- 風音つぐみ（1月）
- 神谷麗子（1月）
- 榊うらら（1月）
- 早川理奈（1月）
- 中森藍子（2月）
- 矢吹まりあ（3月）
- 桜ことみ（4月）
- 飯島めぐみ（5月）
- 松田みみ（5月）
- 冬月菜美（5月）
- 長谷川瞳（7月）
- 高宮りこ（8月）
- 九里マリ（12月）

2002年
- 七海ひかる（6月）

2003年
- 白鳥さくら（7月）
- 中山美嘉（7月）
- 渋谷亜美（8月）
- 鈴木美帆（8月）
- やなせりほ（12月）

2004年
- 成宮智香（1月）
- 綾野ひろ（2月）
- 矢口あみか（3月）
- 松下可憐（4月）

2006年
- 川愛加奈（3月）

## ゲーム
1996年
- バーバラに逢いたくて…（11月8日）

1997年
- かおりクライマックス（4月18日）
- バーバラ Don’t Stop（6月6日）
- 総務部庶務課（8月8日）
- かおりクライマックス2（10月10日）
- 未来世紀バーバラ（12月12日）

1998年
- Guiltia ～罪～（4月24日）
- トロピカル・メモリーズ ～夏色シンフォニー～（6月19日）
- 総務部庶務課II（8月7日）
- CYBER MODEL CLUB（9月4日）
- 暗闇坂の家（9月11日）
- WARG ～SEXバイオロイド戦記～（10月9日）
- ザ・ハッスル（11月13日）
- 乾杯（12月4日）

1999年
- おもちゃ妻（11月26日）

2000年
- RUSH ～危険な香り CRISIS:2014～（8月4日）